# Alexander Wedl
Alexander Wedl (* 21. Februar 1969 in Landsberg) ist ein ehemaliger deutscher Eishockeyspieler (Verteidiger).

## Karriere
Wedl begann seine Karriere in der Saison 1986/87 beim EV Landsberg in der 2. Liga Süd und spielte dort bis auf eine Unterbrechung in der Saison 1989/90 bis zur Saison 1993/94, bis er zu Beginn der Saison 1994/95 in die DEL zu den Frankfurt Lions wechselte.
In den Jahren zwischen 1995 und 1999 spielte Wedl bei den Kassel Huskies, bevor er unter der Saison 1998/99 zum EC Bad Nauheim in die 2. Bundesliga wechselte. Seine nächsten Stationen in der Saison 1999/00 waren die Crocodiles Hamburgs und später in der Saison der SC Riessersee. Zur Saison 2000/01 wechselte er zuerst zur EA Schongau in die Bayernliga, bevor er sich im gleichen Jahr dem ESV Kaufbeuren in der Oberliga anschloss.
Danach kehrte Wedl zu seinem Heimatverein nach Landsberg zurück und spielte in der Saison 2001/02 ein Jahr in der Bayernliga und nach dem gelungenen Aufstieg in die Oberliga noch ein Jahr in der Oberliga. Für die Saison 2003/04 unterschrieb Wedl einen Vertrag beim EHC München, mit dem ihm in der Saison 2004/05 der Aufstieg in die 2. Bundesliga gelang. Trotz dieses Erfolgs zog es Wedl zur Saison 2005/06 wieder zurück zum EV Landsberg 2000, mit dem ihm erneut der Aufstieg in die 2. Bundesliga gelang.
In der Saison 2006/07 spielte er zuerst für den EC Peiting, wechselte aber unter der Saison zum späteren Aufsteiger, dem EV Ravensburg. Zu Beginn der Saison 2007/08 unterschrieb Wedl abermals einen Vertrag beim EV Landsberg, kehrte aber wegen der finanziellen Probleme des Vereins unter der Saison zum EV Ravensburg zurück, mit dem ihm der Klassenerhalt gelang. Nachdem Wedl beim EV Ravensburg nach der Saison keinen neuen Vertrag erhalten hatte, entschied er sich zur Saison 2008/09 zu einem Wechsel zum ECDC Memmingen in der Bayernliga.
In der Saison 2010/11 spielte Wedl einige Male für den HC Landsberg. Zwischen 2013 und 2015 war Wedl beim HC Landsberg als Trainer sowie Verteidiger aktiv.

## Karrierestatistik
(Legende zur Spielerstatistik: Sp oder GP = absolvierte Spiele; T oder G = erzielte Tore; V oder A = erzielte Assists; Pkt oder Pts = erzielte Scorerpunkte; SM oder PIM = erhaltene Strafminuten; +/− = Plus/Minus-Bilanz; PP = erzielte Überzahltore; SH = erzielte Unterzahltore; GW = erzielte Siegtore; 1 Play-downs/Relegation; Kursiv: Statistik nicht vollständig)